# Гаврило Гостський

Сучасний варіант гербу Кирдій

Гаврило Романович Гостський (пом. після 1623) — урядник Речі Посполитої, каштелян київський (1623). Представник роду Гостських, який є однією з відгалужених гілок Кирдійовичів. Родове гніздо — сучасне смт Гоща.

## З життєпису
Син Романа Гостського. Учасник «виправ» Стефана Баторія — під Ґданськ, й Сигізмунда III Вази.
Займав уряди (посади): київський хорунжий, київський каштелян (з цією посадою вказаний серед тих, кого король призначив одним з комісарів для укладення Куруківської угоди), овруцький староста.
Відомі з нащадків Гаврила Гостського:
- Прокіп, навчався за кордоном, загинув під Оринином;
- Роман, київський каштелян, підкоморій; староста володимирський, дружина — Олександра з Немиричів[4], тітка Немирича Степана[5];
- Раїна, княгиня Соломирецька.